# Delanymyinae
De Delanymyinae is een onderfamilie van knaagdieren uit de familie Nesomyidae die voorkomt in Afrika. De onderfamilie omvat het levende geslacht Delanymys, met één soort, D. brooksi, die voorkomt in Zuidwest-Oeganda, Rwanda, Burundi en nabijgelegen delen van Congo-Kinshasa, en het fossiele geslacht Stenodontomys uit het Plioceen en Pleistoceen van Zuid-Afrika en Namibië. Beide geslachten werden vroeger samen met de Afrikaanse rotsmuizen (Petromyscus) geclassificeerd, eerst in de boommuizen (Dendromurinae), later in een aparte onderfamilie Petromyscinae. Delanymys werd als een morfologische verbinding gezien tussen de Dendromurinae en de "Cricetidae". Het enige morfologische karakter dat Delanymys met Petromyscus verbindt is de "accessory lingual cusp", een knobbel op de kiezen in het midden van de tongzijde. Deze knobbel komt echter ook voor in Cricetomyinae, Dendromurinae, Leimacomyinae, sommige Myocricetodontinae, Deomyinae en muizen en ratten van de Oude Wereld (Murinae). Blijkbaar is deze knobbel onafhankelijk verschenen in een aantal verschillende groepen.
De onderfamilie omvat zeer kleine knaagdieren met een zeer lange, dun behaarde grijpstaart. Op de voorvoeten zitten vier vingers, met een rudimentaire vijfde, op de achtervoeten vijf. De klauwen zijn scherp. De achtervoeten zijn zeer lang en smal. De vacht is kort, dicht en zacht. Vrouwtjes hebben vier mammae.